# 內韋斯蒂諾市鎮
42°15′N 22°51′E / 42.250°N 22.850°E

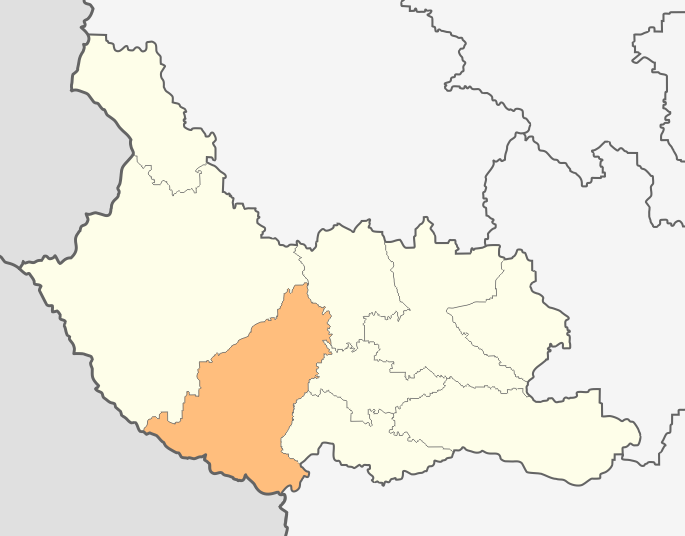

內韋斯蒂諾市，是保加利亞的城鎮，位於該國西部，由丘斯滕迪爾州負責管轄，首府設於內韋斯蒂諾，面積439.69平方公里，2011年人口2,821，人口密度每平方公里6.42人。